# Franc Šoster
Franc Šoster, slovenski policist in veteran vojne za Slovenijo, * 7. julij 1946, † 29. junij 1991.
Kot policist Policijske postaje Maribor je padel v boju med slovensko osamosvojitveno vojno.